# Togoperla poilanina
Togoperla poilanina és una espècie d'insecte plecòpter pertanyent a la família dels pèrlids.

## Descripció
- Els adults són, generalment, de color marró fosc (incloent-hi el cap).
- Pronot marró, amb rugositats i vores laterals fosques.
- Ales de color marró fosc.
- Les ales anteriors del mascle fan 19 mm de llargària i les de la femella entre 27 i 29.[5]

## Reproducció
Els ous fan 0,37 de llargada i 0,30 d'amplada.

## Distribució geogràfica
Es troba a Indoxina: el Vietnam.